# ثلاث كلمات صغيرة
ثلاث كلمات صغيرة (بالإنجليزية: Three Little Words)‏ هو فيلم سيرة ذاتية، وفلم موسيقي أُصدر في 1950. الفيلم من إنتاج مترو غولدوين ماير، وتولّت مترو غولدوين ماير توزيعه، وهو من إخراج ريتشارد ثورب، أما السيناريو فكان من كتابة جورج ولز (كاتب).

## القصة
تقع أحداث الفيلم في نيويورك.

## طاقم التمثيل
- فريد أستير
- Charles Wagenheim [الإنجليزية]‏
- هاري روبي
- Harry Shannon (actor) [الإنجليزية]‏
- Pat Flaherty (actor) [الإنجليزية]‏
- هيلين كان
- بول هارفي
- بيفرلي مايكلز
- جلوريا دي هيفن
- ريد سكيلتون
- ديبي رينولدز
- فيرا-إلين
- كينان وين
- آرلين دال
- غيل روبنز

## وصلات خارجية
- ثلاث كلمات صغيرة على موقع IMDb (الإنجليزية)
- ثلاث كلمات صغيرة على موقع روتن توميتوز (الإنجليزية)
- ثلاث كلمات صغيرة على موقع نتفليكس (الإنجليزية)
- ثلاث كلمات صغيرة على موقع قاعدة بيانات الأفلام العربية
- ثلاث كلمات صغيرة على موقع ألو سيني (الفرنسية)
- ثلاث كلمات صغيرة على موقع Turner Classic Movies (الإنجليزية)
- ثلاث كلمات صغيرة على موقع أول موفي (الإنجليزية)
- ثلاث كلمات صغيرة على موقع فيلمافينيتي (الإسبانية)
- ثلاث كلمات صغيرة على موقع قاعدة بيانات الأفلام السويدية (السويدية)
- ثلاث كلمات صغيرة على موقع قاعدة بيانات الفيلم (الإنجليزية)